# Helstroff
Ne doit pas être confondu avec Halstroff ou Hestroff.
Helstroff est une commune française située dans le département de la Moselle et le bassin de vie de la Moselle-Est, en région Grand Est.

## Géographie
| Hinckange             |                    | Boulay-Moselle |
| Volmerange-lès-Boulay | Helstroff          | Momerstroff    |
| Condé-Northen         | Varize-Vaudoncourt | Brouck         |

### Écarts et lieux-dits
- Macker.

### Hydrographie
La commune est située dans le bassin versant du Rhin au sein du bassin Rhin-Meuse. Elle est drainée par le ruisseau de Macker, le ruisseau de Varize et le ruisseau Kleinbach.

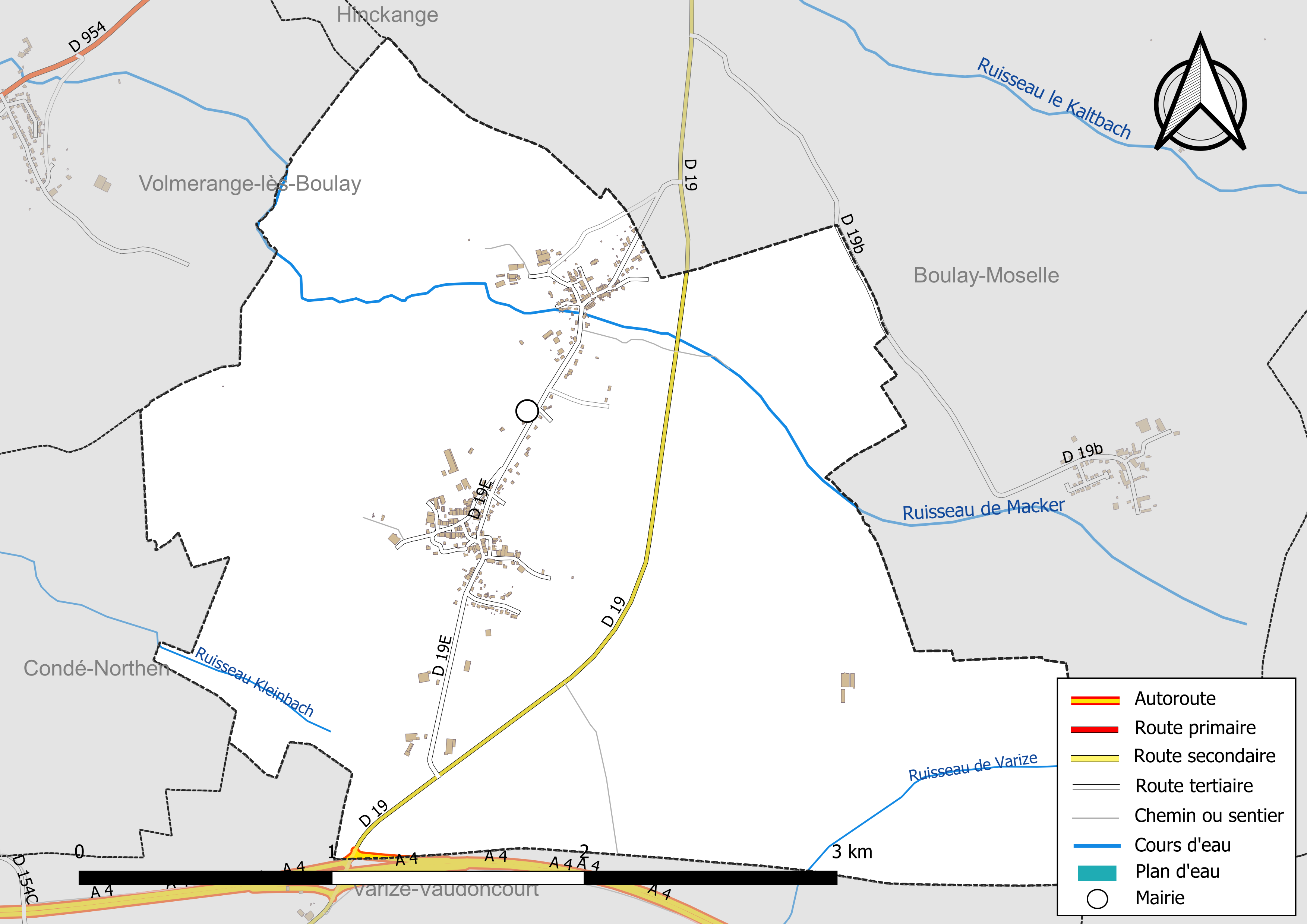
Réseaux hydrographique et routier d'Helstroff.

### Climat
Pour des articles plus généraux, voir Climat du Grand Est et Climat de la Moselle.
En 2010, le climat de la commune est de type climat des marges montargnardes, selon une étude du Centre national de la recherche scientifique s'appuyant sur une série de données couvrant la période 1971-2000. En 2020, Météo-France publie une typologie des climats de la France métropolitaine dans laquelle la commune est exposée à un climat semi-continental et est dans la région climatique  Lorraine, plateau de Langres, Morvan, caractérisée par un hiver rude (1,5 °C), des vents modérés et des brouillards fréquents en automne et hiver. 
Pour la période 1971-2000, la température annuelle moyenne est de 9,6 °C, avec une amplitude thermique annuelle de 16,7 °C. Le cumul annuel moyen de précipitations est de 825 mm, avec 12,2 jours de précipitations en janvier et 8,9 jours en juillet. Pour la période 1991-2020, la température moyenne annuelle observée sur la station météorologique de Météo-France la plus proche, « Lesse_sapc », sur la commune de Lesse à 21 km à vol d'oiseau, est de 10,7 °C et le cumul annuel moyen de précipitations est de 694,0 mm. 
La température maximale relevée sur cette station est de 40 °C, atteinte le 25 juillet 2019 ; la température minimale est de −20,7 °C, atteinte le 20 décembre 2009,,. 
Les paramètres climatiques de la commune ont été estimés pour le milieu du siècle (2041-2070) selon différents scénarios d'émission de gaz à effet de serre à partir des nouvelles projections climatiques de référence DRIAS-2020. Ils sont consultables sur un site dédié publié par Météo-France en novembre 2022.

## Urbanisme

### Typologie
Au 1er janvier 2024, Helstroff est catégorisée commune rurale à habitat dispersé, selon la nouvelle grille communale de densité à sept niveaux définie par l'Insee en 2022.
Elle est située hors unité urbaine. Par ailleurs la commune fait partie de l'aire d'attraction de Metz, dont elle est une commune de la couronne,. Cette aire, qui regroupe 245 communes, est catégorisée dans les aires de 200 000 à moins de 700 000 habitants,.

### Occupation des sols
L'occupation des sols de la commune, telle qu'elle ressort de la base de données européenne d’occupation biophysique des sols Corine Land Cover (CLC), est marquée par l'importance des territoires agricoles (91,1 % en 2018), une proportion sensiblement équivalente à celle de 1990 (91,4 %). La répartition détaillée en 2018 est la suivante :
terres arables (82,5 %), zones urbanisées (8,9 %), prairies (8,6 %). L'évolution de l’occupation des sols de la commune et de ses infrastructures peut être observée sur les différentes représentations cartographiques du territoire : la carte de Cassini (XVIIIe siècle), la carte d'état-major (1820-1866) et les cartes ou photos aériennes de l'IGN pour la période actuelle (1950 à aujourd'hui).

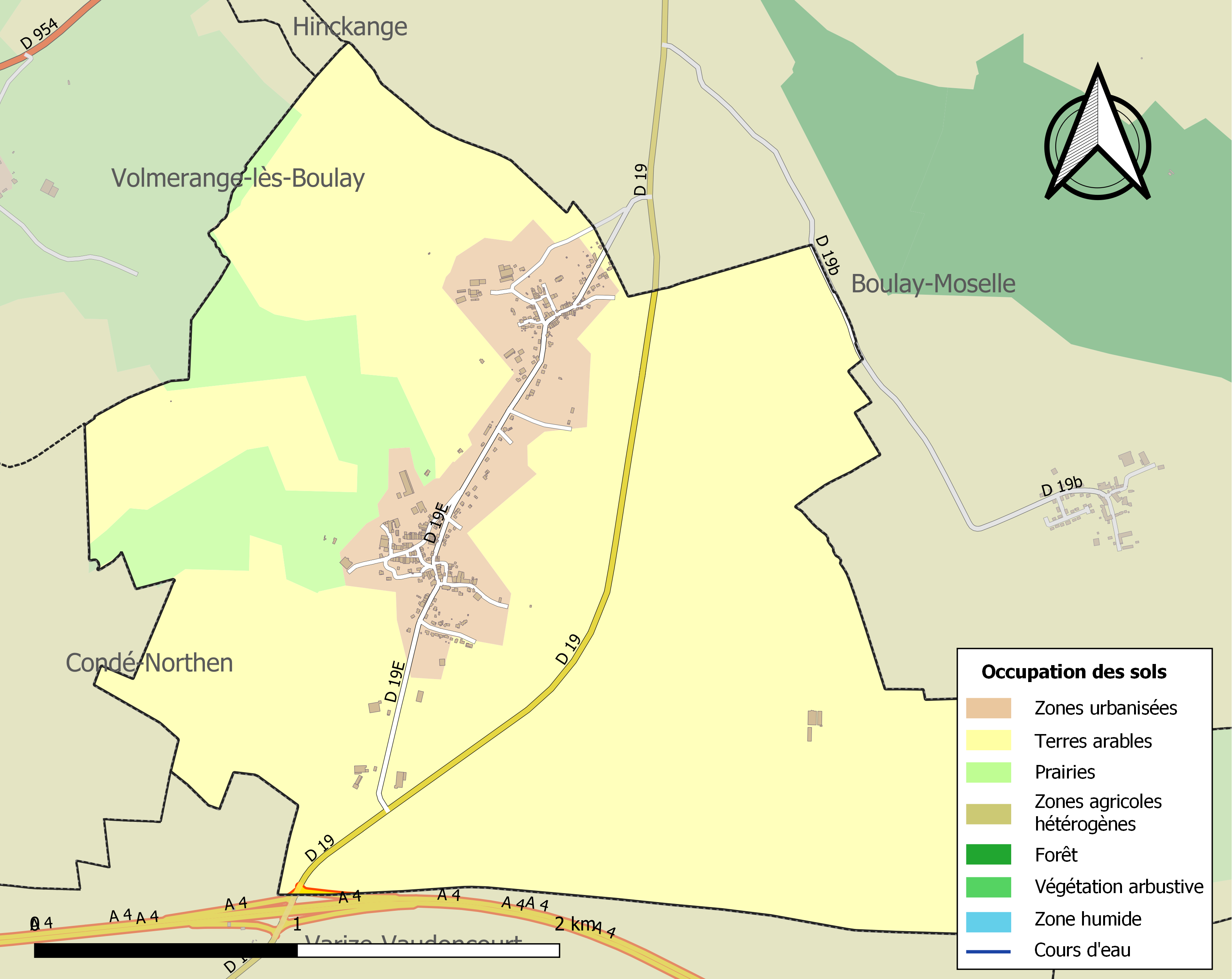
Carte des infrastructures et de l'occupation des sols de la commune en 2018 (CLC).

## Toponymie
- Hellestroff (1137), Helstorf (1487), Hilstroff (1606), Hellertorf (1683), Helestroff (1685), Heltrophe (1702), Helstroffe (1793), Helstroff (1801), Helsdorf (1871-1918).
- En francique lorrain : Helschtroff.

## Histoire
Dépendait de l'ancienne province de Lorraine et du Luxembourg ; fut acquis peu à peu par le comte de Boulay. 
Village en partie de la seigneurie de Fremestroff (Prusse) en 1681 et en partie de la baronnie de Raville en 1683.
Faisant partie de l'exclave de Raville, Helstroff est réuni au royaume de France depuis 1769, lorsqu'il est cédé par l'Autriche, lors du traité des limites passé entre la France et l'impératrice Marie-Thérèse, la souveraine de Luxembourg.
Était annexe de la paroisse de Varize.

## Politique et administration
| Période                                  | Période   | Identité           | Étiquette | Qualité |
| ---------------------------------------- | --------- | ------------------ | --------- | ------- |
| mars 1989                                | mars 2001 | Lucien Jager       |           |         |
| mars 2001                                | ?         | André Jager        |           |         |
| mai 2020                                 | En cours  | Christain Laurentz |           |         |
| Les données manquantes sont à compléter. |           |                    |           |         |

## Démographie
L'évolution du nombre d'habitants est connue à travers les recensements de la population effectués dans la commune depuis 1793. Pour les communes de moins de 10 000 habitants, une enquête de recensement portant sur toute la population est réalisée tous les cinq ans, les populations de référence des années intermédiaires étant quant à elles estimées par interpolation ou extrapolation. Pour la commune, le premier recensement exhaustif entrant dans le cadre du nouveau dispositif a été réalisé en 2005.

En 2022, la commune comptait 484 habitants, en évolution de −9,53 % par rapport à 2016 (Moselle : +0,52 %, France hors Mayotte : +2,11 %).
| 1793 | 1800 | 1806 | 1821 | 1836 | 1841 | 1861 | 1866 | 1871 |
| ---- | ---- | ---- | ---- | ---- | ---- | ---- | ---- | ---- |
| 231  | 179  | 266  | 527  | 536  | 563  | 654  | 633  | 554  |

| 1875 | 1880 | 1885 | 1890 | 1895 | 1900 | 1905 | 1910 | 1921 |
| ---- | ---- | ---- | ---- | ---- | ---- | ---- | ---- | ---- |
| 546  | 560  | 529  | 519  | 479  | 460  | 440  | 393  | 367  |

| 1926 | 1931 | 1936 | 1946 | 1954 | 1962 | 1968 | 1975 | 1982 |
| ---- | ---- | ---- | ---- | ---- | ---- | ---- | ---- | ---- |
| 363  | 324  | 311  | 305  | 288  | 287  | 272  | 276  | 289  |

| 1990 | 1999 | 2005 | 2006 | 2010 | 2015 | 2020 | 2022 | - |
| ---- | ---- | ---- | ---- | ---- | ---- | ---- | ---- | - |
| 316  | 348  | 405  | 429  | 472  | 530  | 492  | 484  | - |

## Culture locale et patrimoine

### Lieux et monuments
- Passage d'une voie romaine.

#### Édifices religieux

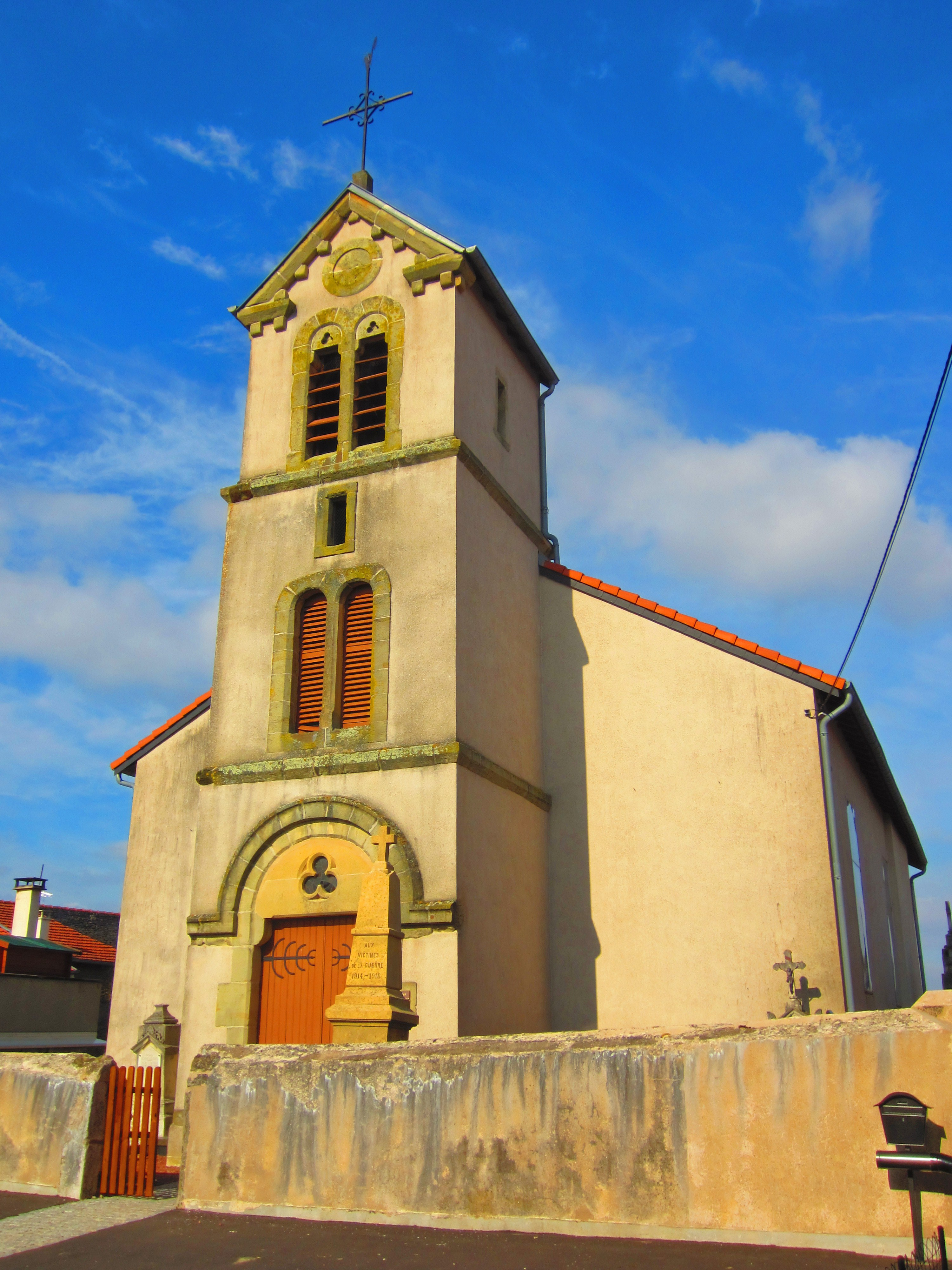
Église Saint-Clément de Macker.

- Église de la Trinité 1856 néo-gothique ; l'ancienne église de 1737 avait conservé le clocher roman rond XIIe siècle.
- Église Saint-Clément de Macker 1761.

### Héraldique
| Blason de Helstroff | Blason  | Écartelé: aux 1er et 4e d'or à la croix ancrée de gueules, aux 2e et 3e de gueules à trois chevrons d'argent. |
| Blason de Helstroff | Détails | Le statut officiel du blason reste à déterminer.                                                              |